# Königlicher Weinberg am Klausberg

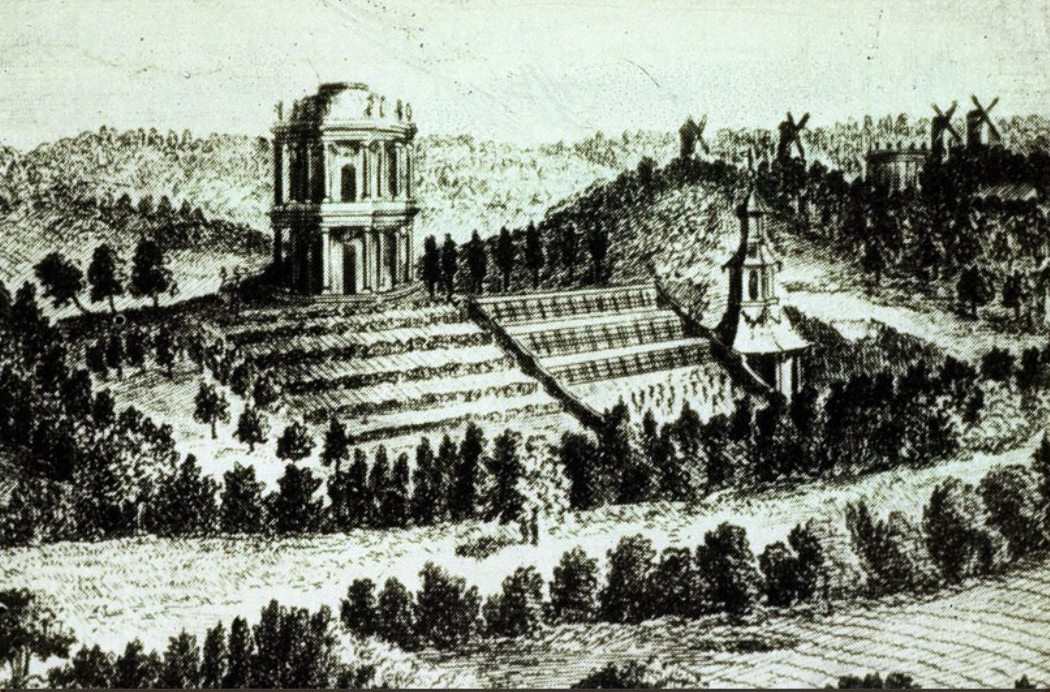
Blick auf den Weinberg am Klausberg mit Belvedere und Drachenhaus (1772)

Der Königliche Weinberg am Klausberg wurde im Jahr 1769 im Auftrag von Friedrich dem Großen in Potsdam angelegt. Auf ihm wurden Obst und Reben für die Versorgung des königlichen Hofes am nahegelegenen Schloss Sanssouci mit frischen Früchten angebaut.

## Lage

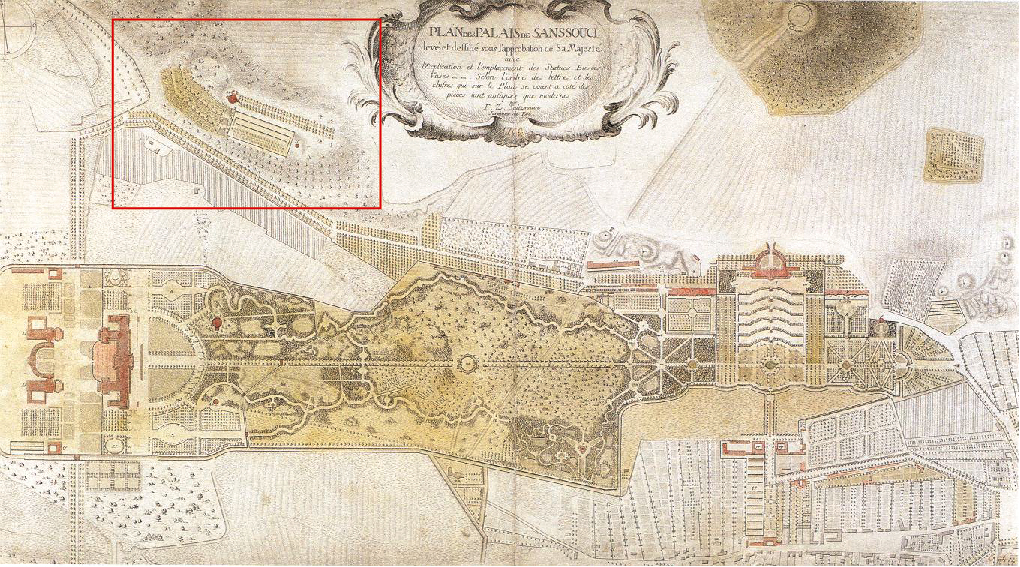
Lage des Weinbergs am Klausberg im Plan des friderizianischen Parks Sanssouci von Friedrich Zacharias Saltzmann (1772)

Der Weinberg am Klausberg liegt nordwestlich des Potsdamer Schlosses Sanssouci am westlichen Ende des Bornstedter Höhenzuges. Oberhalb des Weinberges steht das zwischen 1770 und 1772 errichtete Belvedere auf dem Klausberg. Im Osten der Anlage befindet sich das Drachenhaus, das als Wohnhaus für den ersten Gärtner des Weinbergs am Klausberg erbaut wurde.
Südlich des Weinbergs liegt die von West nach Ost verlaufende Maulbeerallee zum Schloss Sanssouci.
Der Weinberg wird auch als der Neue Weinberg am Hopfengarten oder als Weinberg am Drachenberg bezeichnet, da der Klausberg ab der Wende vom 19. zum 20. Jahrhundert nach dem an seinem Fuße stehenden Drachenhaus oft auch Drachenberg genannt wurde.

## Anlage des Weinbergs

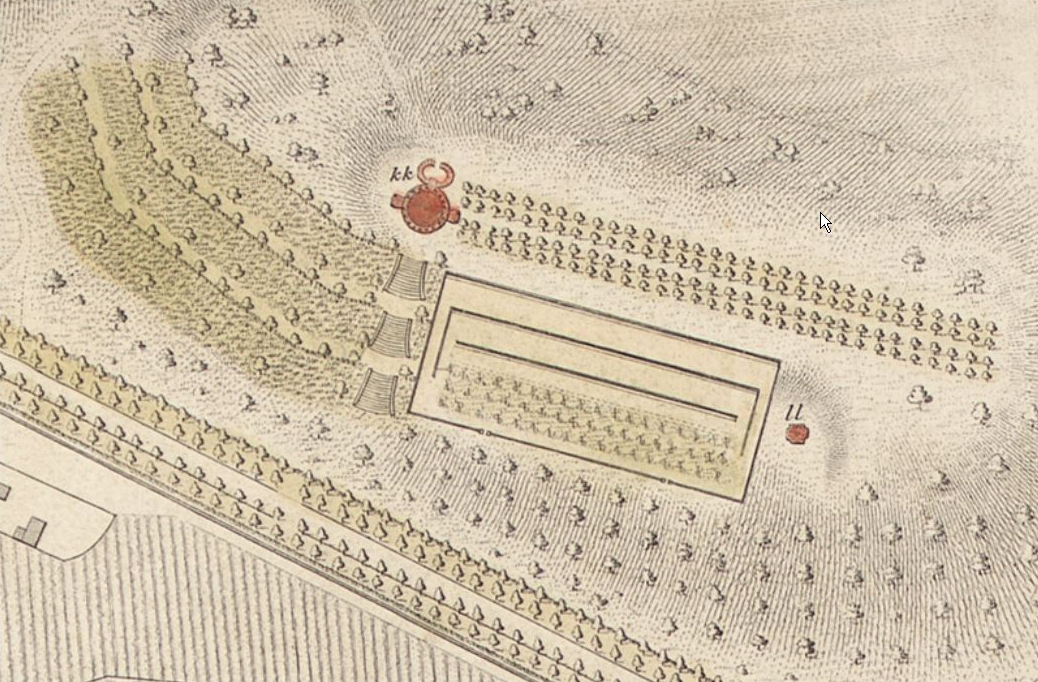
Weinberg am Klausberg, Ausschnitt aus dem Plan von F. Z. Saltzmann. Erkennbar sind die drei westlichen Erdterrassen und die drei Talutmauern im Osten der Anlage

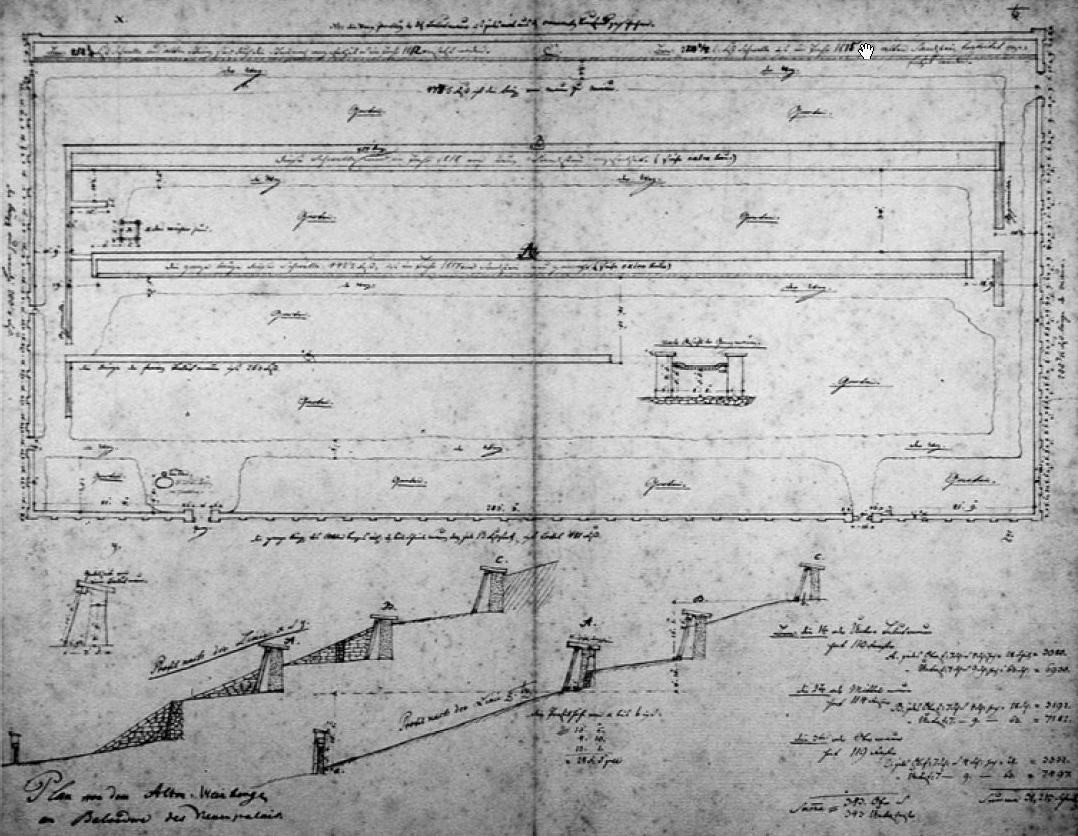
Aufmaßplan zum alten Teil des Weinberges am Klausberg von F. A. Voß, 1813

Nach der Fertigstellung des Neuen Palais im Jahr 1769 wollte Friedrich II. auch das Westende des Bornstedter Höhenzuges mit gärtnerischen Anlagen versehen lassen. Dazu wurde eine Fläche von 56 × 14 Ruten (etwa 211 × 53 Meter) durch Mauern eingefasst. Im oberen östlichen Teil dieser Fläche wurden drei Talutmauern nach dem Vorbild der Terrassen von Sanssouci errichtet und mit Pfirsichen, Aprikosen und Neapolitanischen Mispeln (Crataegus azarolus) bepflanzt. Am westlichen Teil des Hanges wurden drei Erdterrassen angelegt, die mit Obstbäumen bepflanzt wurden. Im unteren Bereich der ummauerten Fläche befand sich ein ebener Bereich, auf dem Weinbau betrieben werden sollte.
Der Weinberg sollte durch einen ehemaligen Gardesoldaten namens Werley angelegt und anschließend auch gepflegt und beaufsichtigt werden. Werley stammte aus dem Rheinland und wollte die dort verbreitete Weinbaukultur nach Potsdam übertragen. Für ihn wurde ein Winzerhaus im chinesischen Baustil als Wohnhaus erbaut, damit er in der Nähe der Anlage wohnen konnte. Baumeister des sogenannten Drachenhauses war Carl von Gontard. Das Drachenhaus stand allerdings seit seiner Errichtung leer, weil die Umsetzung von Werleys Vorhaben zur Schaffung eines Weinberges unterblieb. 1787 erfolgte eine Instandsetzung des inzwischen reparaturbedürftigen Gebäudes, um es bewohnbar zu machen.
Da es Werley nicht gelang, den Weinbau zu etablieren, fiel er in Ungnade, und die Fläche wurde dem Revier des Hofgärtners Heinrich Christian Eckstein (* 1719; † 1796) zugeschlagen, der bereits die Gartenanlage am Neuen Palais beaufsichtigte, zu der auch Treibmauern, die Orangerie sowie die Obstpflanzungen in den Heckenquartieren gehörten. Unter Eckstein gediehen vor allem die Pflanzen an den kalten Treibmauern und lieferten reiche Ernte, so dass im Jahr 1785 die westlichen Erdterrassen entfernt und stattdessen drei weitere Treibmauern angelegt wurden. Insgesamt umfasste die Anlage damit 433 laufende Meter ältere Mauern mit 344 großen und 344 kleinen Fenstern im östlichen Teil und 292 laufende Meter neue Mauern mit 219 großen Fenstern sowie eine Erdmauer im östlichen Teil des Weinberges.
Nach Eckstein waren zunächst Johann Wilhelm Busch (* 1746; † 1812) und anschließend Carl Friedrich Nietner (* 1766; † 1824) als Hofgärtner für die Klausberg-Anlage verantwortlich. Später lag der Weinberg im Verantwortungsbereich des Hofgärtners Carl Julius Fintelmann (* 1794; † 1866), der 1827 unter Mitarbeit von Emil Sello (* 1816; † 1893) im südlichen Bereich des Weinbergareals weitere Pfirsichspaliere bis an die Südmauer anlegte.
Zwischen 1770 und 1772 wurde nach Plänen von Georg Christian Unger das Belvedere auf dem Klausberg errichtet.

## Verschönerungspläne

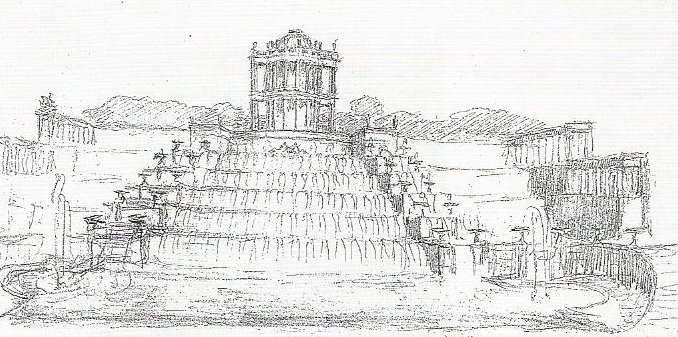
Von Friedrich Wilhelm IV. erstellte Ideenskizze zur Neugestaltung des südseitigen Klausbergs, um 1840

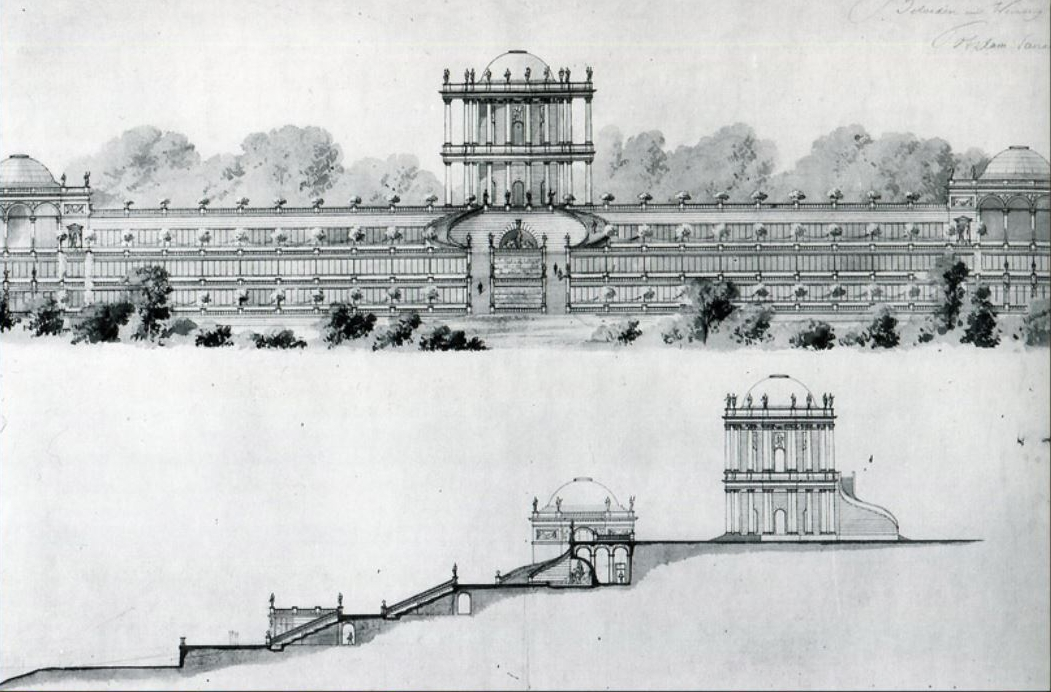
Plan für eine Gartenanlage am Klausberg von Reinhold Persius, nach 1880 (nicht ausgeführt)

König Friedrich Wilhelm IV. plante nach seiner Thronbesteigung im Jahr 1840 eine Via Triumphalis, die als zwei Kilometer lange Höhenstraße beziehungsweise Triumphstraße nördlich des Parks Sanssouci vom erst 1850/1851 durch Ludwig Ferdinand Hesse errichteten Triumphtor bis zum Belvedere verlaufen sollte. Im Rahmen dieses Vorhabens war auch eine Umgestaltung des Klausbergs vorgesehen. Skizzen Friedrich Wilhelms zufolge sollte eine Gartenanlage im Stil der italienischen Renaissance entstehen, deren Zentrum das Belvedere mit einer darunter liegenden symmetrischen Terrassenanlage mit Wasserkaskaden anstelle der einfachen außermittigen Rampe bilden sollte.
Von den Plänen für die Triumphstraße wurden schließlich nur einzelne Elemente ausgeführt, darunter das südöstlich des Weinbergs gelegene, von 1851 bis 1864 erbaute Orangerieschloss. Auf dem Klausberg wurde statt der geplanten Kaskade 1844 lediglich eine von zwei Kolossalvasen geschmückte Balustrade auf der obersten Weinbergmauer realisiert.
In den 1880er Jahren wurde das Vorhaben einer repräsentativen Gestaltung der Weinbergterrassen nochmals aufgegriffen. Ein Entwurf von Reinhold Persius zeigt die seitliche Einfassung der oberen Weinbergebene durch mit Loggien versehene Kuppelbauten. Axial zum Belvedere war eine die unteren beiden Terrassen verbindende Kaskade mit flankierenden Treppenläufen geplant, während der Höhenunterschied zwischen der oberen Terrasse und dem Bergplateau mit dem Belvedere durch geschwungene Freitreppen mit bogenförmigem Grundriss überwunden werden sollte. Die großflächig verglasten Treibmauern wären mit Balustraden bekrönt worden. Die Attiken der symmetrischen Loggien und die seitlich die Treppenläufe und die Kaskade begleitenden Mauern sollten ebenso Statuenschmuck erhalten wie die vier direkt vor dem Belvedere befindlichen Postamente der obersten Balustrade.

## Die Lepère’schen Mauern

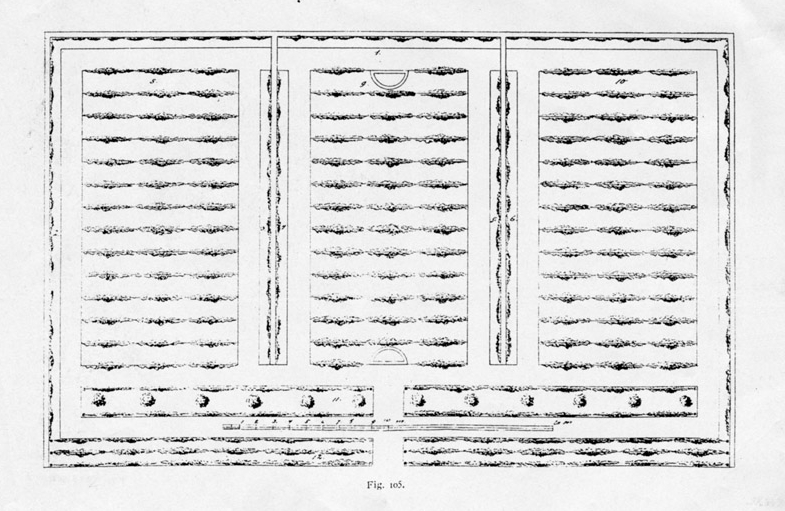
Plan der Lepère’schen Anlagen am Klausberg

Der Hofgärtner Gustav Adolf Fintelmann (* 1803; † 1871), Neffe von Carl Julius Fintelmann, hatte in den 1820er Jahren auf einer Studienreise nach Frankreich die Obstanlagen von Montreuil in der Nähe von Paris besucht und hier Alexis Lepère den Älteren kennengelernt, der Pfirsiche als Spalierbäume an Mauern kultivierte. Durch von ihm entwickelte Schnitttechniken gelang es Lepère, selbst von sehr wärmebedürftigen Obstsorten Früchte von besonderer Qualität zu ernten.
Im Jahr 1854 reiste Lepères Sohn, Alexis Lepère der Jüngere, nach Deutschland, um im Auftrag des Grafen Friedrich von Hahn auf dessen Schloss Basedow Obstpflanzungen an Mauern nach dem französischen Vorbild anzulegen. Im darauffolgenden Jahr kam er erneut nach Deutschland, um auch auf Schloss Arendsee bei Prenzlau für den Großgrundbesitzer Albert Graf von Schlippenbach die Obstkultur an Mauern zu etablieren. Nach der Fertigstellung der Anlagen besuchte er jährlich mehrmals Basedow und Arendsee, um die Kulturen weiter zu beaufsichtigen.
Alexis Lepère ließ ab 1859 durch Minister Moritz August von Bethmann-Hollweg jährlich Pfirsiche, Äpfel und Birnen von den durch ihn errichteten Anlagen in Norddeutschland bei Königin Augusta vorlegen, um sich als Gärtner zu empfehlen. Im Sommer 1862 schließlich erteilte ihm Wilhelm I. den Auftrag, auch auf dem Klausberg eine Maueranlage für den Obstbau zu errichten. Im Herbst des Jahres entstand unter Lepères Anleitung am königlichen Weinberg eine 128 Fuß lange, von Osten nach Westen ziehende Maueranlage, von der nach Süden hin vier jeweils 56 Fuß lange Mauern liefen. Zum Schutz vor Witterungseinflüssen waren auf der Mauerkrone vorspringende Schutzdächer angebracht, an denen im Frühjahr zusätzlich hölzerne Schutzläden befestigt wurden, um die blühenden Bäume vor Frösten zu schützen.
Für die Bepflanzung der Anlage bezog Lepère aus Frankreich vorgezogene Bäume, die bereits in Spalierform geschnitten waren. Direkt an den Mauern kultivierte er die besonders wärmebedürftigeren Obstarten wie Pfirsich-, Birnen- und Kirschbäume. Die Flächen in den durch die Quermauern entstandenen Zwischenräumen wurden mit niedrigeren, freistehenden Spalieren mit Apfel- und Birnbäumen bepflanzt.
Im Jahr 1863 erteilte das Königspaar Lepère den Auftrag, auch im Park Babelsberg Maueranlagen für die Obstkultur zu errichten. Im Jahr 1870 wurde durch Ferdinand Jühlke für die Königliche Gärtnerlehranstalt am Wildpark bei Potsdam eine dritte Anlage nach dem Lepère’schen Prinzip in Potsdam angelegt, an der den Schülern der Anstalt die Obstkultur an Talutmauern und der Spalierobstschnitt demonstriert wurde.
Die Lepère’schen Anlagen brachten nicht den erhofften Erfolg, was wahrscheinlich auf die Bepflanzung der Anlage mit den in der Pariser Umgebung vorkultivierten Spalierbäumen zurückzuführen war, da weder die gewählten wärmebedürftigen Sorten noch die Unterlagen an das rauere Klima Potsdams angepasst waren.

## Treibhäuser

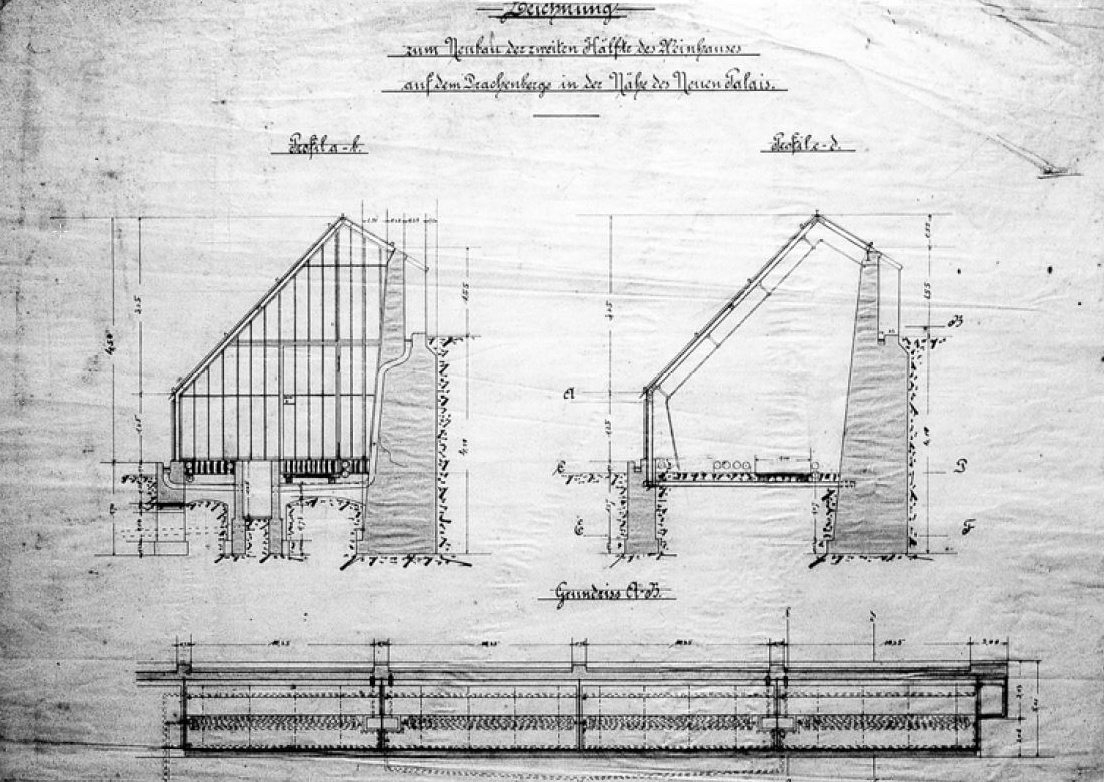
Konstruktionszeichnung für die Treibhäuser am Klausberg

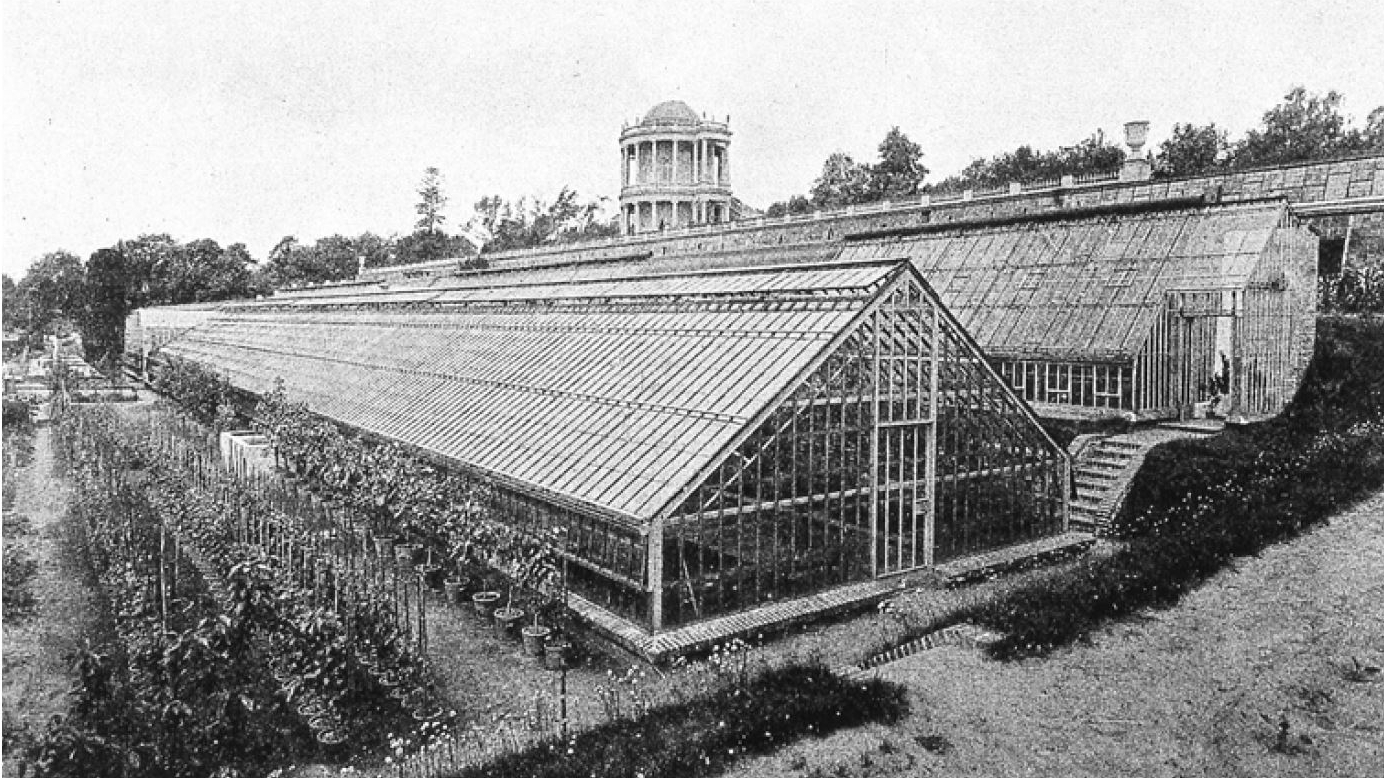
Gewächshäuser am Klausberg (1903)

Trotz der Misserfolge der Lepère’schen Maueranlagen wollte der königliche Hof nicht auf feines Obst verzichten. Zwischen 1895 und 1905 ließ Wilhelm II. an den Anlagen am Klausberg umfangreiche Renovierungs- und Modernisierungsarbeiten durchführen. Die mittlerweile verwitterten Talutmauern wurden repariert, und über der Mittelrampe wurde ein Laubengang mit einem neobarocken Stirnbogen errichtet.
Außerdem wurden zwei großflächige Gewächshausanlagen errichtet, die durch den Potsdamer Hofbaurat Edmund Bohne geplant und ausgeführt und später durch den Hofgärtner Johann Josef Glatt (* 1843; † 1911) betreut wurden. Die Anlage bestand aus zwei getrennten Komplexen und war mit für damalige Verhältnisse modernster Technik ausgestattet. Jeder der beiden Gewächshauskomplexe verfügte jeweils über Vorrichtungen zum Schattieren der Glasfronten, Lüftungsmechanismen sowie ein Kesselhaus zum Betrieb einer Heißwasserheizung, mit der sowohl der Erdboden als auch die Luft erwärmt werden konnten. Die Häuser waren in insgesamt 21 Abteilungen untergliedert, von denen 15 für die Kultur von Reben und fünf für den Anbau von Pfirsichen genutzt wurden.
Um über einen möglichst langen Zeitraum Früchte ernten zu können, wurden die Pflanzen abteilungsweise zeitlich versetzt angetrieben. Die einzelnen Abteilungen wurden jeweils mit Pflanzen von ungefähr gleicher Kulturdauer bepflanzt, sodass früh-, mittel- und spätreifende Obstsorten getrennt waren. Mit dem Antreiben der ersten Abteilung wurde Anfang Januar begonnen, so konnten bereits ab Mitte Mai die ersten Früchte geerntet werden. Bis Anfang September konnten Früchte aus den Gewächshäusern geerntet werden. Zu dieser Jahreszeit begann dann die Ernteperiode der Bäume an den Talutmauern am Klausberg und auf den Terrassen des Schlosses Sanssouci, die etwa sechs Wochen andauerte. Ab November konnte schließlich mit der Ernte kalt getriebener, spätreifender Traubensorten aus den Kalthäusern begonnen werden. So war die Versorgung des Hofes mit frischem Obst das ganze Jahr über möglich.
Bereits im Jahr 1903 konnten am Klausberg in den Treibhäusern 21 Zentner Obst, davon fünf Zentner an Pfirsichen, und an den Talutmauern fünf Zentner Trauben geerntet werden. Die Treibhäuser wurden außerdem zum Anbau von Nebenkulturen, wie Bohnen, Tomaten und Erdbeeren genutzt.
Ab 1911 übernahm der Gärtnermeister Georg Potente (* 1876; † 1945) die Leitung des Gärtnereibetriebes. Auch nach der Abdankung des Kaisers und dem Ende der Monarchie wurde die Obstkultur am Klausberg bis zum Zweiten Weltkrieg weiter fortgesetzt. Allerdings stand nun nicht mehr der gärtnerische Nutzen im Vordergrund, sondern der Erhalt der Anlage als Kulturdenkmal. In den Gewächshäusern und Freilandanlagen auf dem Klausberg wurden zunehmend auch Blumen und Zierpflanzen für die Parks und Gärten von Sanssouci gezogen.

## Nach dem Zweiten Weltkrieg

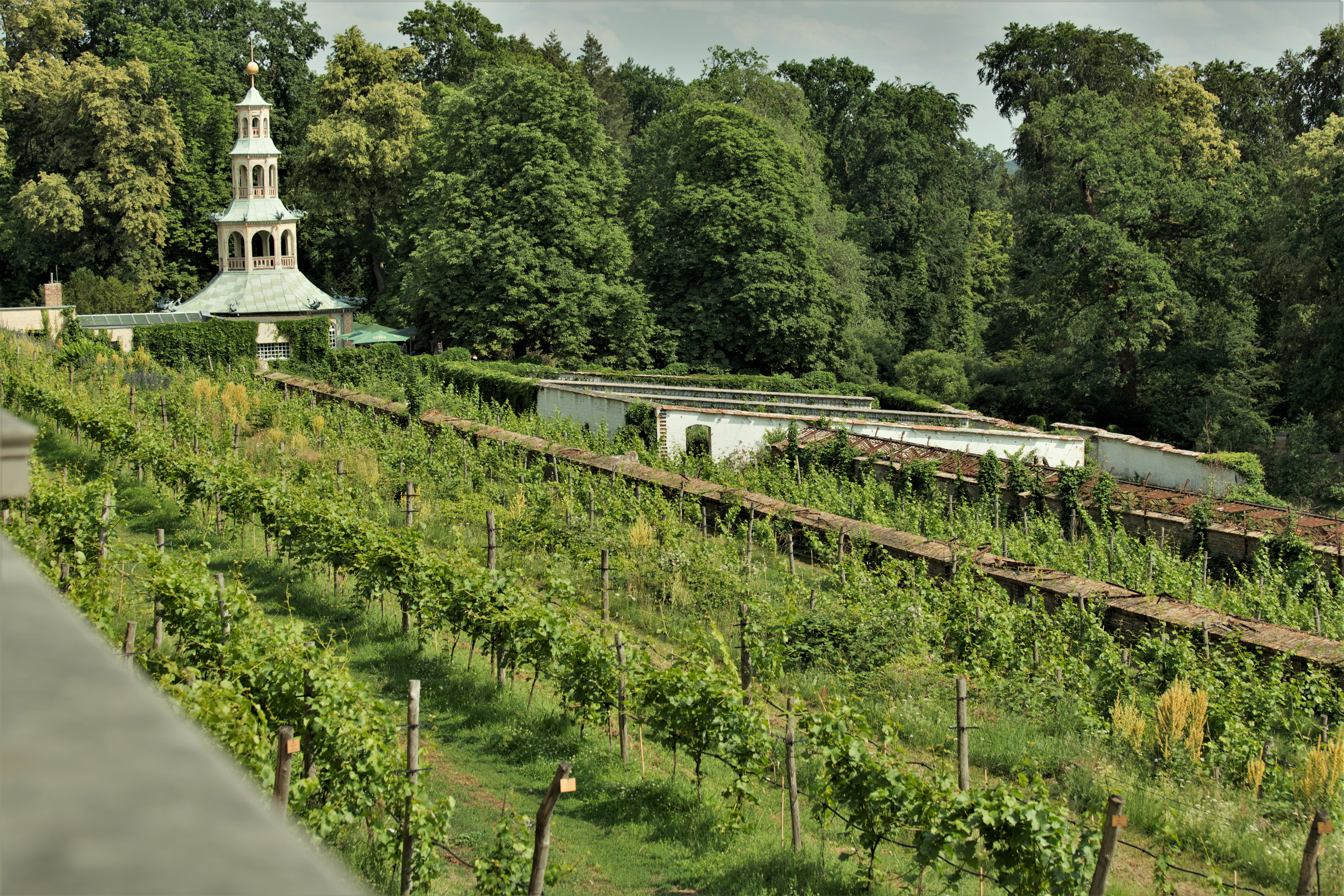
Weinberg von oben gesehen mit dem Drachenhaus

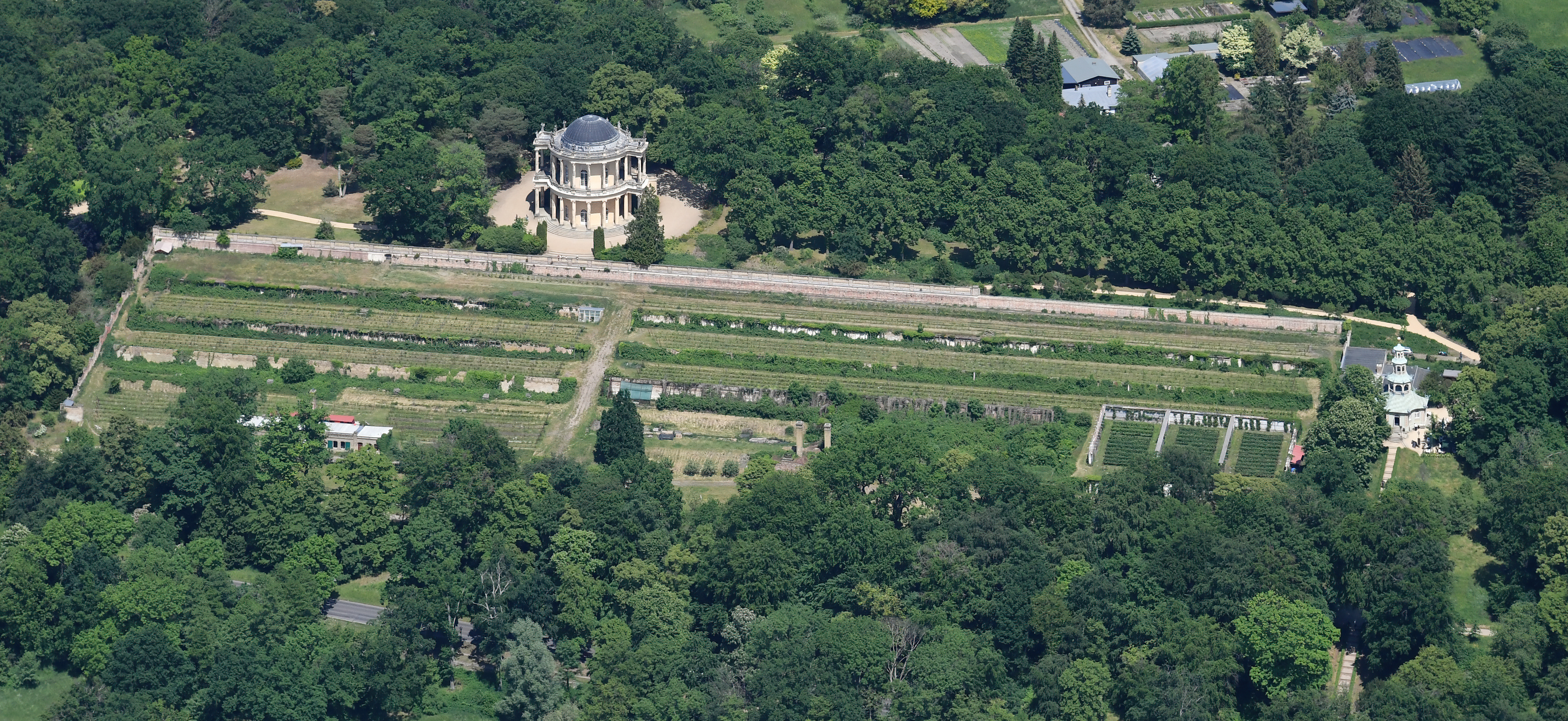
Luftbild des Weinbergs und des Belvederes auf dem Klausberg

Im Zweiten Weltkrieg wurden die gärtnerischen Anlagen auf dem Klausberg stark beschädigt. Das Belvedere wurde durch Artilleriebeschuss zur Ruine und brannte vollständig aus. Die Scheiben der Talutmauern waren bei Kriegsende überwiegend zerborsten. Das westliche Gewächshaus wurde noch im Jahr 1945 durch die russische Armee vollständig demontiert. Die verbliebenen Treibhäuser wurden nach und nach abgetragen und dienten als Baumaterial und als Lieferant für Ersatzscheiben in der Potsdamer Gärtnerei und der Schrottgewinnung. Die Anlage unterstand der Gartenabteilung der Schlösserverwaltung. Der für die Orangerie zuständige Gärtner Artur Geißler pflegte auch die Pflanzungen am Klausberg und sorgte für einen regelmäßigen Obstbaum- und Rebenschnitt; die anfallende Obsternte wurde an die Mitarbeiter der Gartenverwaltung verteilt.
Ab den 1960er-Jahren wurden die Lepère’schen Mauern und die westliche untere Terrasse an Kleingärtner verpachtet, während die oberen Terrassen zeitweise als Viehweide genutzt wurden. Die verbliebenen Gewächshäuser verfielen weiter, und die Freiflächen wurden von Wildwuchs überwuchert.
Im Rahmen des Wiederaufbaus des verfallenen Belvedere am Klausberg zwischen 1990 und 2002 wurden zunächst die obersten drei Stützmauern restauriert. Im Rahmen der Vorbereitung für die Bundesgartenschau 2001 in Potsdam wurden weitere Teile der Anlagen restauriert. Mit Hilfe von Beschreibungen der nach Lepères Vorbild gebauten Obstanlagen in der nahegelegenen ehemaligen Gärtnerlehranstalt am Wildpark durch Ferdinand Jühlke und Wilhelm Lauche konnte der Aufbau der Mauern, ihre Ausstattung mit Spalieren und die Auswahl der angebauten Obstsorten rekonstruiert werden.
Die nach Osten gelegenen Mauern wurden mit Pfirsichspalieren in Palmettenform und die Südmauern mit alten Rebensorten bepflanzt. Die drei westwärts ausgerichteten Mauern wurden mit Birnenspalieren in Kandelaberform bepflanzt. Die Anlage wird durch die Gärtner der Mosaik-Werkstätten für Behinderte aus Berlin gepflegt. Seit 2011 werden aus der Traubenernte Weine gekeltert. Gemeinsam mit der Stiftung Preußische Schlösser und Gärten planen die Mosaik-Werkstätten, den Königlichen Weinberg bis zum Jahr 2019, in dem er 250 Jahre alt wird, vollständig rekonstruiert und renoviert zu haben. Vom Jahrgang 2014 wurden eintausend Halbliterflaschen eines trockenen Regents und halbtrockenen Phönix abgefüllt. Der Wein wird zugunsten des Wiederaufbaus des Weinberges verkauft.